# Maffliers
 Maffliers  ist eine französische Gemeinde mit 1768 Einwohnern (Stand 1. Januar 2022) im Département Val-d’Oise in der Region Île-de-France; sie gehört zum Arrondissement Sarcelles und zum Kanton Fosses.

## Bevölkerungsentwicklung
| Jahr      | 1962 | 1968 | 1975 | 1982 | 1990 | 1999 | 2007 | 2018 |
| Einwohner | 554  | 553  | 790  | 903  | 1168 | 1370 | 1620 | 1839 |

## Sehenswürdigkeiten
- Kirche Notre-Dame des Champs (15. Jahrhundert) mit
  - einem Renaissance-Chor, der Philibert Delorme zugeschrieben wird.
  - dem Grab von Jean Forget, Baron de Maffliers, † 1611
  - einer Marienstatue aus dem 14. Jahrhundert
- Schloss Maffliers, seit 1813 im Besitz der Herzogin von Talleyrand-Périgord
- Manoir de la Delphinière

Siehe auch: Liste der Monuments historiques in Maffliers

## Persönlichkeiten
- Bouchard IV. de Montmorency (unbekannt–1189), gründete 1169 in Maffliers die Grammontenser-Priorat Notre-Dame des Bonshommes du Meynel
- Érard de Montmorency, † vor 1334 Ritter, Seigneur de Maffliers etc., 1289 Großmundschenk von Frankreich.
- Jean Forget, Präsident des Parlement de Paris, Baron de Maffliers, † 1611
- Honoré-Nicolas-Marie Duveyrier (1753–1839) Jurist, Politiker und Dramatiker, starb in Maffliers
- Anne Louise Germaine de Staël (1766–1817) wohnte zeitweise in Maffliers
- Benjamin Constant (1767–1830), Freund der Mme de Staël
- Honoré de Balzac (1799–1850) und Laure-Adelaide Abrantès (1784–1838), die 1829 im Schloss Maffliers wohnten